# Kandava
Kandava ( výslovnost) je město v Lotyšsku a správní centrum stejnojmenného kraje. V roce 2010 zde žilo 4 225 obyvatel.